# 素浪人 月影兵庫
『素浪人 月影兵庫』（すろうにん つきかげひょうご）は、南條範夫の同名小説を原作としたテレビ時代劇ドラマ。1965年10月19日から1966年4月12日（全26話）、1967年1月7日から1968年12月28日（全104話）の2期に分けて放送された。

## 概要
ひょんな事から旅を共にすることとなった剣の達人の素浪人・月影兵庫と、曲がったことが大嫌いな一本独鈷の旅烏・焼津の半次が、気ままな旅を続ける中で、弱きを助け、強きをくじく道中記。
非常に人気を博したが、第2シリーズからはよりコメディ色の強い作風となり、原作者の南條範夫からクレームがついたことにより放送終了を余儀なくされ、次回作『素浪人 花山大吉』に主役の設定など若干の変更を行なう形で番組自体は引き継がれた。具体的には最終回で兵庫の素性が松平伊豆守の甥であることが判明し、家督を継ぐために江戸に戻ることになり、半次との別れが描かれ、『花山大吉』第1回では半次が一人旅を続ける中、兵庫と瓜二つの素浪人と出会う、という展開である。最高視聴率35.7%を記録した（第39話。なお、後年の「テレビ朝日開局60周年記念 年代別にすべて発表!! 番組視聴率ランキング」の60年代部門で4位）。
シリーズのサブタイトルはすべて過去形の文章で統一されている。2007年、近衛の長男である松方弘樹が40年ぶりに『素浪人 月影兵庫』をリメイクしたことで再び注目された。
なお、2007年から2009年に東映チャンネルで再放送されたのに続き、2010年、2011年に時代劇専門チャンネルでも再放送された。ただし第1シリーズは全話放送されるが、第2シリーズは保存状態が悪かったために、放送用原版の紛失や損傷のあるエピソードが多くみられ、結果として全104話の約半分が欠番扱いとなっている。
ベストフィールドより2022年6月22日より第1シリーズ全26話を、同年7月13日より第2シリーズ全52話中27話のDVDをそれぞれリリースすることが決まった。

## 登場人物
月影兵庫（演 近衛十四郎）
諸国を放浪する豪放磊落な素浪人。普段は鼻毛を抜いたり胸をかきむしるなど行儀が悪い行動をする三枚目だが、ひとたび剣を抜けば鬼よりも怖い。酒が大好きで昼間から居酒屋に出入りする。また、その酒好き振りは半次をして「酒と名がつけば、どんなに鼻の曲がるようなものでも食らう。」と言わしめた。常に胡桃を二個持っており、それを鳴らす癖がある。第2シリーズでは猫を怖がるキャラクターになり、それまでのシリアスな剣豪の役柄で知られた近衛のイメージを変えるものだった。半次を「半の字」などと呼ぶ。
焼津の半次（演 品川隆二）
曲がったことが大嫌いなお調子者の渡世人。そのため茶屋で散らかった座布団をきちんと並べるシーンがある。キセルや刀がまっすぐに作られているのもその性分の為。第2シリーズでは蜘蛛が苦手で、蜘蛛を見たり激昂したりすると発狂したように叫びだす、笑い方が極めて下品、といった今までの品川の二枚目俳優のイメージを大きく払拭したキャラクターになった。普段は兵庫を「ダンナ」と呼ぶが、口論になると「ダンナ野郎」と呼ぶ。第1シリーズと第2シリーズでは、兵庫同様キャラクターが大きく変わったが、次回作『花山大吉』にそのまま引き継がれた。特筆されるのは半次の「おめえ、酒の匂いにつられてこの居酒屋入っちまったら、今夜の宿代がなくなっちまったわ。いけねぇいけねぇ、男焼津の半次ここは我慢のしどころだぁ」といった2人称語りのセリフとカメラワークの演出で、これが人気のひとつとなっていた。第1シリーズでは第13話のみ未出演。

## サブタイトル

### 第1シリーズ
放送：NETテレビ（現：テレビ朝日）系列 毎週火曜日 20時00分 - 20時56分 制作：NETテレビ、東映京都テレビプロ
| 各話   | 放送日          | サブタイトル             | ゲスト |
| ------ | --------------- | ------------------------ | --- |
| 第1話  | 1965年 10月19日 | 浅間は怒っていた         | 雪姫：弓恵子 熊五郎：堀正夫 飯屋の亭主：上田寛 小金井隼人：浅香春彦 丑造：潮健児 岩松：佐藤晟也 伊藤：藤木錦之助 赤谷：丘路千 宮田：兼田好之 関口：津田健二 加倉井一角：山本一郎 大村数右ヱ門：矢奈木邦二郎 瀬川采女：藤川弘 鉄：毛利清三 飯屋の女房：美松艶子                                         |
| 第2話  | 10月26日        | 風は知っていた           | 石堂小弥太：成瀬昌彦 隆元：高木均 鮫五郎：滝恵一 清兵衛：有馬宏治 おみの：鶴田桂子 目明し文治：末広恵二郎 弥兵衛：菅原俊夫 役人大島：高並功 仙吉：茶川一郎 |
| 第3話  | 11月2日         | 白い雲が呼んでいた       | 赤座甚十郎：沼田曜一 㐂兵衛：香川良介 お花：高森和子 おせい：岡田千代 儀十：山口幸生 恩田の仁兵ヱ：飯沼慧 医者：村居京之輔 竹村の虎太郎：那須伸太朗 勘助：原京市 弥平次：世羅豊 丑造：小峰一男 大八：名護屋一                                                                                          |
| 第4話  | 11月9日         | 黒い霧が流れていた       | お初：三島ゆり子 信夫一角：竜崎一郎 向坂治助：林彰太郎 花形隼人：楠本健二 鉄砲政：二見忠男 番頭：阿木五郎 宮部軍之進：芦田鉄雄 伊平：野村鬼笑 |
| 第5話  | 11月16日        | 乙女心はふるえていた     | いと：関みどり 次郎太：小倉一郎 とみ：三条美紀 三原伝蔵：加賀邦男 桑原安衛門：仁礼功太郎 強盗 荒船：平沢彰 足軽 権太：浮世亭柳平 足軽 久助：浮世亭とん平 |
| 第6話  | 11月23日        | 宿場は泣いていた         | 源太：坂口祐三郎 およし：御影京子 里菊：宇梶由利子 松屋重右ヱ門：阿部九州男 甚兵ヱ：長島隆一 盛造：有川正治 小手丑：大前釣 鯖江主水：阿波地大輔 茂七：源八郎 おぎん：ミス・ワカサ |
| 第7話  | 11月30日        | 赤鞘だけが知っていた     | 妙：有沢正子 関口無二軒：尾上鯉之助 磯川源左ヱ門：永田光男 関口弥次郎：千葉敏郎 関口三十郎：脇中昭夫 関口万五郎：大里健太郎 市郎：加賀爪清和 大八：広瀬義宣 高垣充之進：鷹司譲紀 関口軍平：宍戸大全 |
| 第8話  | 12月7日         | 宝の山が招いていた       | お梅：宮園純子 初五郎：山城新伍 伝蔵：内田朝雄 山尾半次郎：戸上城太郎 三っ木の弥助：谷口完 剣持治助：加藤浩 おきみ：園千雅子 室部：遠山金次郎 番頭：波多野博 |
| 第9話  | 12月14日        | 月は見ていた             | 三好新介：大村文武 よしえ：青柳美枝子 鈴木友二郎：内藤剛男 お梅：五月女マリ 鎌五郎：小田部通麿 鈴木太兵ヱ：相原昇 馬場啓之助：鈴木金哉 川村源左ヱ門：小田真士 弥兵ヱ：堀広太郎 宿の主人：有島淳平 |
| 第10話 | 12月21日        | 狂った刃におびえていた   | 里江紋十郎：天野新二 兼松次左ヱ門：舟橋元 おしま：金子勝美 上坂又兵ヱ：汐路章 戸上勝馬：近松克樹 葛城重右ヱ門：雲井三郎 戸田左源太：川路充 旅籠のオヤジ：小津敏 おみね：石川阿弥子 |
| 第11話 | 12月28日        | 疑惑の笛が鳴っていた     | 雪代敬子、川喜多雄二、団徳麿、若宮忠三郎、飛騨昇、高橋漣、大方重頌 |
| 第12話 | 1966年 1月4日   | 赤い渦が捲いていた       | 大原麗子、加藤恒喜、原健策、波田久夫、西岡慶子、大木勝、浅野公恵 |
| 第13話 | 1月11日         | 女は聞いていた           | 二階堂有希子、八代真矢子、山本耕一、小柴幹治、中村是好、東竜子 |
| 第14話 | 1月18日         | 友の情けは遠かった       | 北竜二、大木実、新城みち子、永井柳太郎、尾形伸之介、香月凉二 |
| 第15話 | 1月15日         | 法華太鼓が響いていた     | 吉行和子、荒木雅子、明石潮、入江幸江、牧田正嗣、楠本健二、源八郎、村居京 之輔 |
| 第16話 | 2月1日          | 明日が待っていた         | 伊藤代治郎：須藤健 お絹：岸本教子 㐂一郎：早川純一 塚原伝十郎：有川正治 甚吉：市村昌治 小野安之助：小美野欣二 飯屋のおやじ：髙松錦之助 心三郎：唐沢民賢 沖太：土橋勇 村上三十郎：宮城幸生 松吉：北川俊男 老婆：大江光 母親おかね：岡嶋艶子                                                             |
| 第17話 | 2月8日          | 真赤な花が咲いていた     | 万姫：小林哲子 おきく：加藤三紀子 九鬼新八郎：林彰太郎 梶田四郎兵衛：上野山功一 結城忠政：大邦一公 おはな：笹みゆき 世之助：藤沢徹夫 多門：毛利菊枝 |
| 第18話 | 2月15日         | 浜の千鳥が鳴いていた     | 鹿沼の勝蔵：南廣 間弥十郎：天津敏 鎌田の仁吉：小林重四郎 おみつ：佳島由季 疾風の㐂市：島田秀雄 鬼三：川浪公次郎 浅吉：名護屋一 |
| 第19話 | 2月22日         | 見知らぬ国のことだった   | 青葉源三郎：中山昭二 白崎紋十郎：香川良介 苗木左近：小柴幹治 おしま：園浦ナミ 幻の六兵衛：相原昇 近藤重兵衛：那須伸太朗 工藤：壬生新太郎 杉山：白川浩二郎 |
| 第20話 | 3月1日          | くるみを鳴らしていた     | お秀：大川栄子 阿座上弥九郎：千葉敏郎 荒尾：近松克樹 島田：大木勝 市松：青木勇嗣 勇：荒城開司 兼杖：春取謙作 松吉：大河内伸介 亀井十太夫：佐々木孝丸 |
| 第21話 | 3月8日          | お城に危機が迫っていた   | 建部門左ヱ門：細川俊夫 島右膳：松本染升 菊野：島景子 綾：佐藤綾子 溝口：鈴木金哉 木村：五十嵐義弘 沢井玄庵：河野秋武 |
| 第22話 | 3月15日         | 野にうぐいすが鳴いていた | 常吉：天野新士 お静：御影京子 富五郎：遠藤辰雄 政吉：徳大寺伸 さわ：松浦築枝 善兵衛：市川男女之助 仲蔵：遠山金次郎 清次：汐路章 浅太郎：波多野博 |
| 第23話 | 3月22日         | 女は夜明けを待っていた   | 月江：伊吹友木子 仙吉：田浦正巳 紋十郎：原健策 由造：杉狂児 久兵衛：河上一夫 弥一郎：飯沼慧 おきみ：近江佳世 六兵衛：有馬宏治 源太：大城泰 おひろ：中村伸子 |
| 第24話 | 3月29日         | 子守唄が剣を呼んでいた   | おゆき：高森和子 弥助：髙田次郎 良斎：江見俊太郎 井筒屋孫兵衛：中村錦司 村岡半五郎：小田部通麿 お吉：園千雅子 おかよ：波かつ恵 仙波：雲井三郎 畄吉：西田良 良泉：毛利清三 |
| 第25話 | 4月5日          | 怒り虫は笑っていた       | 藤井東兵衛：小松方正 宇川甚七郎：沢村宗之助 野呂瀬東馬：戸上城太郎 吉村造太郎：国一太郎 たか：加藤三紀子 松崎屋：玉生司郎 番頭：有島淳平 きく：入江幸江 三輪善蔵：香月涼二 いと：稲野和子 |
| 第26話 | 4月12日         | みんな夢を持っていた     | おみね：町田祥子 おみつ：三原有美子 きすくれの弥三：楠本健二 鬼念佛の松五郎：小川孝 新助：近松克樹 おしま：美坂公子 源辰：芦川鉄雄 ぴん十：川路誠 三造：丘路千 六助：世羅豊 茶店の親爺：佐々木松之丞 権次：平沢彰 口入屋：藤川弘 町人A：有島淳平 町人B：前川良二 市助：徳大寺伸 三原重兵衛：阿部九州男 |

### 第2シリーズ
放送：NETテレビ（現：テレビ朝日）系列 毎週土曜日 20時00分 - 20時56分 制作：NETテレビ、東映京都テレビプロ
※は現在欠番となっているエピソード

#### 1967年
| 各話   | 放送日   | サブタイトル              | ゲスト                                                           |
| ------ | -------- | ------------------------- | ---------------------------------------------------------------- |
| 第1話  | 1月7日   | みんなが待っていた※       | 小林哲子                                                         |
| 第2話  | 1月14日  | 心に虹がかかっていた※     | 舟橋元                                                           |
| 第3話  | 1月21日  | 白刃が待っていた          | 島田順司、御影京子、Wけんじ、北城弓子、柳川清、雲井三郎          |
| 第4話  | 1月28日  | 夢に子供が歌っていた※     | 天津敏                                                           |
| 第5話  | 2月4日   | 一両だけが知っていた※     | 坂口祐三郎                                                       |
| 第6話  | 2月11日  | 小判に尻尾が生えていた※   | 中山昭二                                                         |
| 第7話  | 2月18日  | 何かが狂っていた※         | 小松方正                                                         |
| 第8話  | 2月25日  | 女の影がゆれていた        | 八代真矢子、佐藤和男、髙田次郎、小谷悦子、国一太郎、多田久子     |
| 第9話  | 3月4日   | 親なし狐が鳴いていた      | 高宮克己、柴田美保子、坂東春之助、滝恵一、梶川武利、乃木年雄     |
| 第10話 | 3月11日  | 空家に花が咲いていた      | 高野通子、上方柳太、小柴幹治、河村満和、黒沢真一、大山良平       |
| 第11話 | 3月18日  | 子亀のせなかに親がいた    | ナンセンストリオ、阿部九州男、藤尾純、千葉敏郎、高橋漣、堀川亮   |
| 第12話 | 3月25日  | 御用の風が呼んでいた      | 宮園純子、佳島由季、永田光男、大木勝、河上一夫、有島淳平         |
| 第13話 | 4月1日   | 野に幸せが咲いていた      | 佐々木愛、鈴木光枝、加藤忠、鈴木昭生、坂口祐三郎、汐路章         |
| 第14話 | 4月8日   | 生まれた時から曲っていた  | 山城新伍、三島ゆり子、本郷秀雄、清川玉枝、楠本健二、川路誠       |
| 第15話 | 4月15日  | 悪魔が刃を研いでいた      | 名和宏、細川俊夫、伊吹友木子、朝海千景、山村弘三、香月凉二       |
| 第16話 | 4月22日  | 嵐が母を呼んでいた※       | 花園ひろみ                                                       |
| 第17話 | 4月29日  | 河童が夢を描いていた      | 大村文武、岸本教子、千葉敏郎、大邦一公、近江雄二郎、志茂山高也   |
| 第18話 | 5月6日   | 道は白く続いていた※       | 蜷川幸雄                                                         |
| 第19話 | 5月13日  | 櫛の色は赤かった※         | 杉山昌三九                                                       |
| 第20話 | 5月20日  | お墓の底が抜けていた      | 南都雄二、江田島隆、永田光男、国一太郎、近松克樹、徳田実         |
| 第21話 | 5月27日  | 用心棒が待っていた        | 戸上城太郎、明石潮、三島ゆり子、佐藤蛾次郎、藤尾純、河上一夫     |
| 第22話 | 6月3日   | 武士の涙は苦かった※       | 橘ますみ                                                         |
| 第23話 | 6月10日  | 酒が嵐を呼んでいた※       | 舟橋元                                                           |
| 第24話 | 6月17日  | 花太鼓が鳴っていた        | 加山淳子、阿井美千子、岩田直二、江幡高志、尾上鯉之助、唐沢民賢   |
| 第25話 | 6月24日  | 忍びの者が待っていた      | 新城みち子、加賀邦男、河野秋武、塩崎純男、松田智江               |
| 第26話 | 7月1日   | 財布の紐がゆるんでいた※   | 中山昭二                                                         |
| 第27話 | 7月8日   | 星は朝まで酔っていた      | 今井健二、渡辺文雄、堀正夫、源八郎、古林泉、賀川泰三、松浦武男   |
| 第28話 | 7月15日  | 礫柱が待っていた          | 原健策、大川栄子、岸正子、稲吉靖、小田部通麿、有川正治           |
| 第29話 | 7月22日  | つけ馬の腰が抜けていた    | 中村是好、小桜京子、倉丘伸太郎、堀正夫、近江雄二郎、大木勝       |
| 第30話 | 7月29日  | 馬子唄だけが知っていた※   | 吉田義夫                                                         |
| 第31話 | 8月5日   | 男の骨が泣いていた        | 姫ゆり子、新井茂子、須藤健、酒井哲、倉田和美、楠義孝             |
| 第32話 | 8月12日  | お酒に刀が浮いていた      | 神楽坂はん子、朝海千景、高橋とよ、藤尾純、穂積隆信、新屋英子     |
| 第33話 | 8月19日  | 鏡の中に俺がいた          | 岸本教子、小林重四郎、海老江寛、沢淑子、有川正治、市川男女之助   |
| 第34話 | 8月26日  | 一発屋が待っていた※       | 浅川美智子                                                       |
| 第35話 | 9月2日   | もぐらは空に消えていた    | 御影京子、清水一郎、金井大、高木均、柳川清、畑中伶一             |
| 第36話 | 9月9日   | 父よあなたは弱かった      | 三原葉子、宮地晴子、千葉敏郎、加島こうじ、新宮寺寛、柳川清       |
| 第37話 | 9月16日  | 身投げ娘が笑っていた※     | 牧冬吉                                                           |
| 第38話 | 9月23日  | もてた筈だがひどかった    | 宮園純子、加川淳子、鶴田桂子、小倉康子、高木二朗、滝恵一         |
| 第39話 | 9月30日  | 貴様と俺とはバカだった    | 北上弥太郎、原健策、山口朱実、高橋芙美子、川谷拓三、平沢彰       |
| 第40話 | 10月7日  | おヘソが苦労の種だった    | 永井柳太郎、大川栄子、島村昌子、中村是好、阿波地大輔、脇中昭夫   |
| 第41話 | 10月14日 | 高貴な血筋が泣いていた※   | 嘉手納清美                                                       |
| 第42話 | 10月21日 | 女房の尻に敷かれていた    | 桜町弘子、河上一夫、関山耕司、汐路章、岡田千代、丸平峰子         |
| 第43話 | 10月28日 | 空前絶後の敵だった        | 大村文武、毛利菊枝、橘ますみ、桜田千枝子、朝海千景               |
| 第44話 | 11月4日  | かけた情が仇だった        | 伊沢一郎、八代真矢子、尾上鯉之助、小田部通麿、林彰太郎、寺下貞信 |
| 第45話 | 11月11日 | 宿場の鬼はなぜ泣いた※     | 見明凡太郎                                                       |
| 第46話 | 11月18   | 島破りが帰ってきた※       | 島田順司                                                         |
| 第47話 | 11月25日 | あなたと呼べない仲だった※ | 岩村百合子                                                       |
| 第48話 | 12月2日  | 山男が唄っていた※         | 谷村昌彦                                                         |
| 第49話 | 12月9日  | 逃がした魚はデカかった※   | 石浜朗                                                           |
| 第50話 | 12月16日 | 反省したけど無駄だった※   | 河村有紀                                                         |
| 第51話 | 12月23日 | 犬も食わない仲だった※     | 左右田一平                                                       |
| 第52話 | 12月30日 | おモチが取り待つ縁だった※ | 永田靖                                                           |

#### 1968年
| 各話    | 放送日   | サブタイトル                | ゲスト                                                           |
| ------- | -------- | --------------------------- | ---------------------------------------------------------------- |
| 第53話  | 1月6日   | 顔に書き初め書いていた※     | 太宰久雄                                                         |
| 第54話  | 1月13日  | 馬鹿は死なずに治っていた※   | 徳大寺伸                                                         |
| 第55話  | 1月20日  | 牢屋の中までモメていた※     | 明智十三郎                                                       |
| 第56話  | 1月27日  | 飲まないうちから酔っていた※ | 高森和子                                                         |
| 第57話  | 2月3日   | 同期の桜が泣いていた※       | 青木義朗                                                         |
| 第58話  | 2月10日  | 狸の尻尾はヘマだった※       | 田浦正巳                                                         |
| 第59話  | 2月17日  | 全くついていなかった※       | 雪代敬子                                                         |
| 第60話  | 2月24日  | 山賊はだしの顔だった※       | 植村謙二郎                                                       |
| 第61話  | 3月2日   | だました奴が泣いていた※     | 菅井一郎                                                         |
| 第62話  | 3月9日   | 花が恥らうトシだった        | 飯田蝶子、左卜全、山口朱美、堀正夫、河村満和、野崎善彦           |
| 第63話  | 3月16日  | お化けに足が生えていた      | 柴田美保子、佐々木孝丸、藤尾純、北見唯一、中村錦司、佐藤蛾次郎   |
| 第64話  | 3月23日  | 出世の嫌いなバカもいた      | 高津住男、嘉手納清美、尾上鯉之助、堀内一市、波多野博、平沢彰     |
| 第65話  | 3月30日  | お酒がソッポを向いていた    | 三角八郎、三原有美子、楠本健二、山岡徹也、市川男女之助、岡高史   |
| 第66話  | 4月6日   | 鬼が命を洗っていた          | 嶋田景一郎、桜井良子、日野麻子、戸上城太郎、国一太郎             |
| 第67話  | 4月13日  | 大地の底から燃えていた      | 宮園純子、牧冬吉、杉狂児、山村弘三 水島真哉 小倉康子             |
| 第68話  | 4月20    | 破れかぶれでもてていた      | 鈴村由美、中山昭二、清川新吾、北原将光、本郷秀雄、西田良         |
| 第69話  | 4月27日  | 才たけすぎて凄かった        | 佐々木愛、荒木玉枝、西村淳二、汐路章、浅川美智子、三木豊         |
| 第70話  | 5月4日   | 飛ばない前から落ちていた    | 桜むつ子、小松方正、西山辰夫、堀川亮、新宮寺寛、表淳夫           |
| 第71話  | 5月11日  | おらは死んじまった筈だった  | 多々良純、谷村昌彦、二見忠男、鶴田桂子、楠義孝、山本一郎         |
| 第72話  | 5月18日  | 君子が墓穴を掘っていた※     | 中村竹弥                                                         |
| 第73話  | 5月25日  | 星の数ほどふられていた      | 北竜二、南都雄二、神戸瓢介、阿波地大輔、宮城幸生、仲はるみ       |
| 第74話  | 6月1日   | お山の大将が二人いた        | 芦屋雁之助、高城丈二、林昌子、美田園子、賀川泰三、脇中昭夫       |
| 第75話  | 6月8日   | 思わぬところに敵がいた      | 北林早苗、太田博之、谷口完、梅津栄、月形哲之介、香月凉二         |
| 第76話  | 6月15日  | 母よあなたはケチだった      | ミヤコ蝶々、三浦策郎、海老江寛、雲井三郎、高宮克己、西田良       |
| 第77話  | 6月22    | タカがトンビを生んでいた    | 御影京子、月形龍之介、小林勝彦、不破潤、水木達夫、国一太郎       |
| 第78話  | 6月29日  | 吹けば飛ぶよなデブもいた    | 夏川かほる、桑山正一、由利京子、藤山喜子、日高久、唐沢民賢       |
| 第79話  | 7月6日   | 黒い筈だが白かった※         | 宮園純子                                                         |
| 第80話  | 7月13日  | 一人残らず臭かった※         | 葉山葉子                                                         |
| 第81話  | 7月20日  | 笑う門には鬼がきた※         | 嘉手納清美                                                       |
| 第82話  | 7月27日  | 騒ぎのネタはクモだった※     | 桜町弘子                                                         |
| 第83話  | 8月3日   | マリモもあきれた姿をした※   | 大信田礼子                                                       |
| 第84話  | 8月10日  | はるばる秘密が追ってきた※   | 磯部玉枝                                                         |
| 第85話  | 8月17日  | タダ酒飲んでも冴えていた※   | 柴田美保子                                                       |
| 第86話  | 8月24日  | 似ていた相手が悪かった※     | 曽我町子                                                         |
| 第87話  | 8月31日  | 寝言がケチのもとだった※     | 楠トシエ                                                         |
| 第88話  | 9月7日   | 生まれた時から酔っていた※   | 伊藤栄子                                                         |
| 第89話  | 9月14日  | どっこい坊やは生きていた※   | 馬淵晴子                                                         |
| 第90話  | 9月21日  | お酒が海を渡ってきた※       | 御影京子                                                         |
| 第91話  | 9月28日  | アゲがトンビをさらっていた※ | 牟田悌三                                                         |
| 第92話  | 10月5日  | ズッコケ親父はツイていた※   | 茅島成美                                                         |
| 第93話  | 10月12日 | 花嫁だけが信じていた※       | 長谷川哲夫                                                       |
| 第94話  | 10月19日 | 喧嘩がめしより好きだった※   | 工藤堅太郎                                                       |
| 第95話  | 10月26日 | 乞食が一番いばっていた※     | 玉川良一                                                         |
| 第96話  | 11月2日  | 泣く子とお酒には弱かった※   | 月形龍之介                                                       |
| 第97話  | 11月9日  | やっぱりお前はバカだった※   | 桜京美                                                           |
| 第98話  | 11月16日 | 嫁ももらわずガキがいた      | 太田博之、牧冬吉、沢宏美、楠本健二、汐路章、国一太郎             |
| 第99話  | 11月23日 | 空前絶後の恋だった          | 高森和子、園佳代子、土方弘、有川正治、池田忠夫、芝本正           |
| 第100話 | 11月30日 | 尼さん酒をのんでいた        | 坪内美詠子、高橋芙美子、田島和子、千葉敏郎、鶴田桂子、阿波地大輔 |
| 第101話 | 12月7日  | 見当違いもひどかった        | 花ノ本寿、小笠原弘、矢野潤子、永田光男、松岡与志雄、香月凉二     |
| 第102話 | 12月14日 | 大口たたいて抜けていた      | 京唄子、鳳啓助、茶川一郎、利根はる恵、原健策、北見唯一           |
| 第103話 | 12月21日 | 腕白小僧が泣いていた        | 金子吉延、竜崎一郎、美田園子、小田部通麿、和田昌也、森本隆       |
| 第104話 | 12月28日 | 命がけでのんでいた          | 宮園純子、山本豊三、藤岡重慶、五味竜太郎、玉生司郎、島田秀雄     |

## スタッフ
- プロデューサー：上月信二、吉津正、服部尚雄、吉川義一(以上NET)、田辺嘉昭、高田正雄、宮川輝水(以上東映東映京都テレビプロ)
- 脚本：森田新、松村正温、結束信二、小滝光郎、大野大
- 監督：小野登、佐々木康、荒井岱志、林伸憲、長谷川安人
- 撮影：脇武夫、伊藤正敏、玉木照芳、森常次、羽田辰治
- 照明：谷川忠雄、松井薫、佐々木政一
- 録音：小金丸輝貴、三船良男
- 音楽：阿部皓哉
- 美術：中島哲二、寺島孝男、奈宮聖二
- 編集：岩本光司
- 衣装：石倉元一、池田勝彦、上野徳三郎、小林勝
- 美粧：林三郎、浜崎敬三、上田光治、井筒俊彦
- 結髪：河野節子、浜崎喜美江
- 装飾：道畑真二、高橋清彦、菅田浩、紙山昭一
- 助監督：岡本静夫、福井司、古市真也
- 殺陣：谷明憲、谷俊夫、土井淳之祐
- 記録：森村幸子、桧垣久恵、中田悠紀子、東紀子
- 進行主任：丸本晃、中久保昇三、喜多利三、秋田実
- 語り：玉川良一（第1シリーズ第13話まで、次回予告では第15話まで）、酒井哲（次回予告のみ担当、第1シリーズ第16話から最終話まで）
- 制作：NETテレビ、東映京都テレビプロ

## 主題歌
- 「浪人独り旅」作詞：結束信二、作曲：阿部皓哉、唄：北島三郎（クラウンレコード）

## ネット局
※は遅れネット。
- NETテレビ
- 北海道放送※（1968年10月まで、土曜深夜に遅れネットで放送）→北海道テレビ放送（1968年11月より最終回まで）
- 青森放送※
- IBC岩手放送※
- 仙台放送※
- 秋田放送※
- 山形放送※
- 福島テレビ※
- 新潟放送※（1968年11月まで）→新潟総合テレビ（第2シリーズ最後の2話のみ）
- 北日本放送※
- 北陸放送※
- 福井放送※
- 山梨放送※
- 信越放送※
- 静岡放送※
- 名古屋テレビ※
- 毎日放送（現在とはネットワーク編成が異なる）
- 日本海テレビ※
- 山陽放送※
- 中国放送※
- 山口放送※
- 四国放送※
- 南海放送※
- 高知放送※
- 九州朝日放送
- 長崎放送※
- 熊本放送※
- 大分放送※
- 宮崎放送※（土曜深夜に遅れネットで放送）
- 南日本放送※（日曜22時30分に1日遅れで放送）
- 琉球放送※

## 視聴率
- 最高視聴率:第39回「貴様と俺とはバカだった」の35.7%（1967年9月30日放送。「テレビ朝日開局60周年記念 年代別にすべて発表!! 番組視聴率ランキング」の1960年代視聴率ランキング　4位）

## 再放送
- CS放送
  - 2007年3月 - 12月（東映チャンネル）
  - 2008年12月 - 2009年9月（東映チャンネル）
  - 2010年7月 - 10月（時代劇専門チャンネル）
  - 2011年4月 - 7月（時代劇専門チャンネル）

## その他
- 秋本治原作の漫画『こちら葛飾区亀有公園前派出所』69巻「新たなる旅立ちの巻」にて、前述の番組変遷劇についての記述がある。
- アニメーション監督の大地丙太郎は本作のファンであり、『風まかせ月影蘭』は本作にインスパイアされた作品である。